# Rhododendron semnoides
Rhododendron semnoides là một loài thực vật có hoa trong họ Thạch nam. Loài này được Tagg & Forrest miêu tả khoa học đầu tiên năm 1926.